# Rhincalanus nasutus
Rhincalanus nasutus is een eenoogkreeftjessoort uit de familie van de Rhincalanidae. De wetenschappelijke naam van de soort is voor het eerst geldig gepubliceerd in 1888 door Giesbrecht.